# شششششش
شششششش (به انگلیسی: Sh-h-h-h-h-h) یک انیمیشن کوتاه محصول ۱۹۵۵ به کارگردانی تکس اوری و تهیه‌کنندگی والتر لانتس است. این چهارمین کارتون به کارگردانی تکس اوری در والتر لانتس پروداکشنز بود.

## داستان
آقای تویدل، یک مرد کوتاه قد، در یک گروه موسیقی جَز در یک کلوپ شبانه نوازندگی می‌کند.  سر و صدای بی وقفه (نوازندگان سازهای خود را مستقیماً به سمت سر تویدل می‌گیرند و می‌نوازند) باعث ایجاد لرزش عصبی در او می‌شود و در حالی که بقیه اعضای گروه به نواختن خود ادامه می‌دهند، در میانه نواختن، آنجا را ترک می‌کند.  مدتی بعد، روانپزشک به او می‌گوید که او "مردی بسیار بیمار" است که از "ترومبونوز" رنج می‌برد و برای آرامش اعصاب خود سفری آرامش‌بخش را توصیه می‌کند.  پزشک به تویدل هشدار می‌دهد که اگر این کار را نکند ، منفجر خواهد شد. بنابراین همسرش (یک پرستار) ترتیب سفر می‌دهد و...